# سرطان الإثناعشر
 سرطان الإثناعشر (بالإنجليزية:  Duodenal cancer)‏هو سرطان في القسم الأول من الأمعاء الدقيقة والذي يعرف باسم الاثني عشر. سرطان الإثني عشر نادر نسبيا مقارنة بسرطان المعدة وسرطان القولون. نسيجياً، عادة ما يكون سرطانة غدية.
الاثني عشرهو الجزء الأول من الأمعاء الدقيقة حيث أنه يقع بين المعدة والصائم. بعد أن تتحد الأطعمة مع حمض المعدة، تنزل إلى الاثني عشر حيث تختلط مع الصفراء من المرارة والسوائل الهضمية من البنكرياس.

## العلامات والأعراض
تميل الكتلة السرطانية إلى منع وصول الطعام إلى الأمعاء الدقيقة. إذا لم يتمكن الطعام من الوصول إلى الأمعاء، فسيسبب الألم، والارتجاع الحمضي، وفقدان الوزن لأن الطعام لا يمكنه الوصول إلى حيث يفترض أن يعالجه الجسم ويمتصه.
قد يعاني المرضى المصابون بسرطان الاثنا عشر من آلام في البطن، وفقدان الوزن، والغثيان، والتقيؤ، ونزيف الجهاز الهضمي المزمن، ودم في البراز.

## عوامل الخطر
لم يتم تحديد عوامل خطر الإصابة بسرطان الإثني عشر بشكل جيد حتى الآن؛ ومع ذلك، يشتبه في أن العوامل الغذائية تلعب دورًا في تطور المرض. على سبيل المثال، يعد النظام الغذائي الذي يحتوي على نسبة عالية من الخبز والمعكرونة والسكر المكرر واللحوم الحمراء عوامل خطر عامة للإصابة بسرطان الأمعاء الدقيقة وبالتالي قد يكون عوامل خطر لسرطان الإثني عشر. قد يكون تناول الكحول والقهوة وتعاطي التبغ من عوامل الخطر. زيادة تناول الفواكه والخضروات قد يقلل من خطر الإصابة بسرطان الإثني عشر.
داء السلائل الورمي الغدي العائلي(FAP)، متلازمة غاردنر، متلازمةلينش، متلازمةموير - توري، مرض الاضطرابات الهضمية، متلازمة بيوتز-جيغيرز، مرض كرونومتلازمة داء السلائل الأحداث هي عوامل خطر إضافية للإصابة بهذا السرطان.[بحاجة لمصدر]

## العلاج/الإدارة
نظرًا لندرة هذا النوع من السرطان، لا توجد سوى بيانات قليلة للمساعدة في توجيه طرق العلاج والإدارة. على الرغم من عدوانية سرطان الإثني عشر، إلا أنه يمكن علاجه عن طريق إزالة الأجزاء المصابة بالسرطان من الإثني عشر . ومع ذلك، يجب أن يتم توخي الحذر عند إزالة الأورام داخل الجزء السفلي من الإثني عشر بسبب قربها من البنكرياس والقناة الصفراوية وغيرها من الأعضاء المهمة. يُعد الاستئصال جزءًا من خطة العلاج في بعض الأحيان، ولكن يصعب استئصال سرطان الاثنا عشر جراحيًا بسبب المنطقة التي يقيم فيها - هناك العديد من الأوعية الدموية التي تغذي الجزء السفلي من الجسم. يُستخدم العلاج الكيميائي أحيانًا لمحاولة تقليص الكتلة السرطانية.  في أحيان أخرى، تتم محاولة جراحة تحويل مسار الأمعاء لإعادة توجيه المعدة إلى اتصال الأمعاء حول الانسداد.
إجراء "ويبل" هو نوع من الجراحة الممكنة في بعض الأحيان مع هذا السرطان. في هذا الإجراء، عادة ما تتم إزالة الإثنا عشر، وجزء من البنكرياس (الرأس) والمرارة، ويتم إحضار الأمعاء الدقيقة إلى البواب (الصمام الموجود في الجزء السفلي من المعدة) والكبد والجهاز الهضمي. ترتبط الإنزيمات والصفراء بالأمعاء الدقيقة أسفل البواب.
غالبًا ما يتطلب إزالة جزء من البنكرياس تناول مكملات إنزيم البنكرياس للمساعدة على الهضم. هذه متوفرة في شكل كبسولات بوصفة طبية.
ليس من غير المألوف أن يشعر الأشخاص الذين خضعوا لإجراء ويبل بصحة جيدة وأن يعيشوا حياة طبيعية. يحتاج بعض المرضى إلى تركيب أنابيب إما لإضافة مواد مغذية (أنابيب تغذية) أو أنابيب تصريف لإزالة الطعام المُعالج الزائد الذي لا يستطيع المرور وتجاوز الانسداد.